# Rivière Saint-Jean (Gaspé)
Der Rivière Saint-Jean ist ein Fluss in der Verwaltungsregion Gaspésie–Îles-de-la-Madeleine der kanadischen Provinz Québec.

## Flusslauf
Der Rivière Saint-Jean entspringt in den Monts Chic-Chocs im Zentrum der Gaspésie-Halbinsel. Er fließt in östlicher Richtung durch die regionale Grafschaftsgemeinde La Côte-de-Gaspé zur Ostküste der Gaspésie-Halbinsel zum Sankt-Lorenz-Golf. Der Fluss bildet an seiner Mündung – 7 km südlich von Gaspé – ein Ästuar, das durch zwei langgestreckte Landzungen von der Baie de Gaspé getrennt ist. 
Der Rivière Saint-Jean ist bekannt für seine Lachse.
Der Fluss ist auf seiner gesamten Länge mit dem Kanu befahrbar.